# 毛状突起

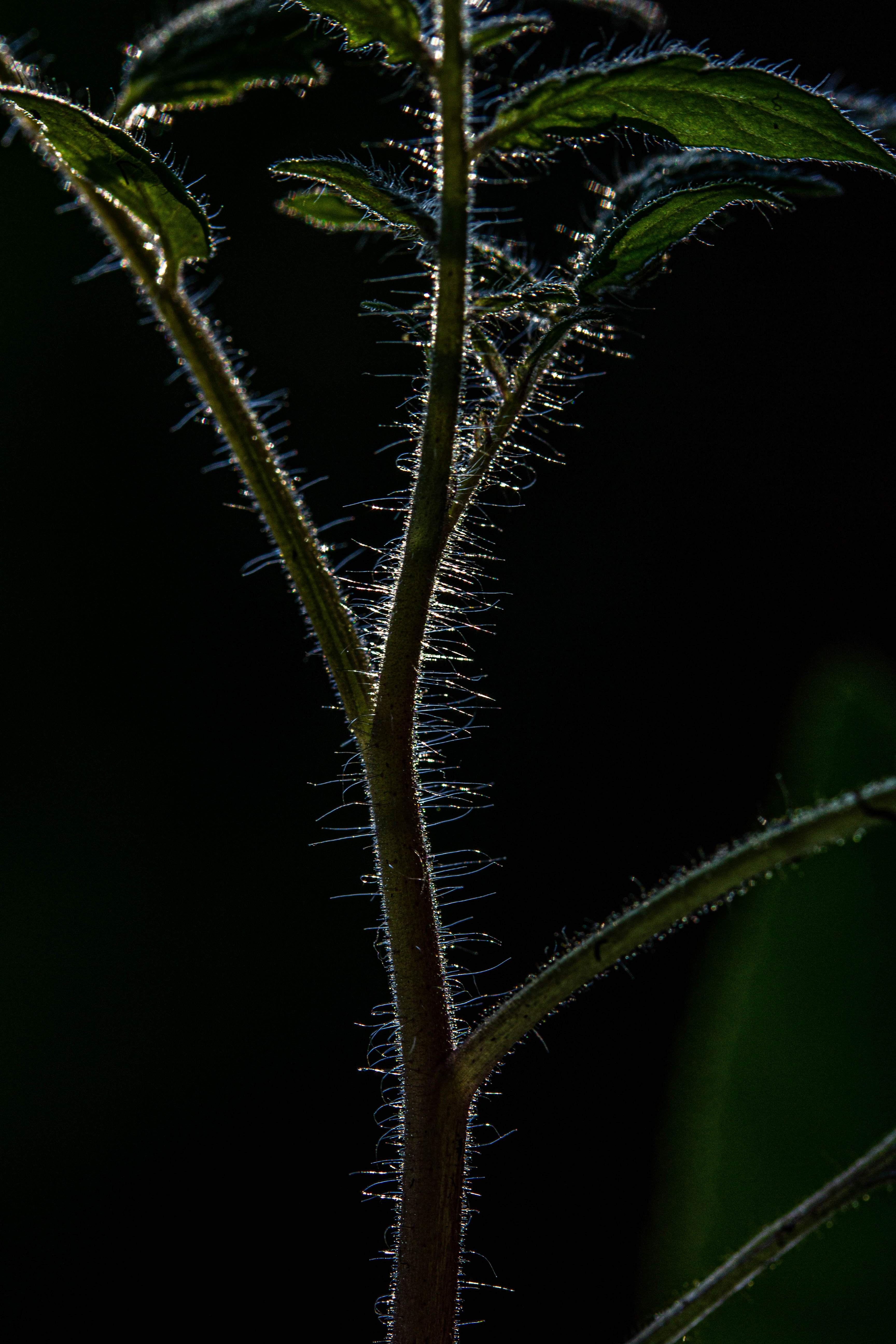
トマト の植物体を覆う毛状突起

毛状突起（もうじょうとっき、英: trichome）とは、維管束植物の表皮から形成される付属物の総称で、植物体のあらゆる器官にみられる。トライコームや毛茸（もうじょう）とも呼ばれる。
毛状突起には単細胞性の場合と多細胞性の場合がある。形態や構造、機能は多様に分化している。保護や分泌、体内の物質を外界へ出す機能などを持つ。
機能によって腺（腺毛、glandular hair）と非分泌性の毛状突起（非腺毛、non-glandular hair）に区分される。また、形態や発生する器官により、毛、鱗片、乳頭突起、根毛と呼び分けられる。1つの植物体に複数種の毛状突起がみられることが多いが、分類群により特徴的な形態を示すため分類形質としても用いられる。
毛状体と呼ばれることもあるが、「毛状体」は通常、表皮以外の組織が関与する植物体表面の突起構造に対して用いられるものを指し、毛状突起とは区別される。本項では、これについても述べる。

## 毛
毛（け、hair）には単細胞性のものと多細胞性のものがある。どちらのタイプでも分岐するものと分岐しないものがあり、多細胞の毛には一列の細胞列からなるものと多数の細胞列からなるものがある。毛は表皮細胞の特殊な伸長成長、それに続く何度かの細胞分裂によって形成される。通常表面はクチクラに覆われるが、炭酸カルシウムや珪酸塩が蓄積することもある。

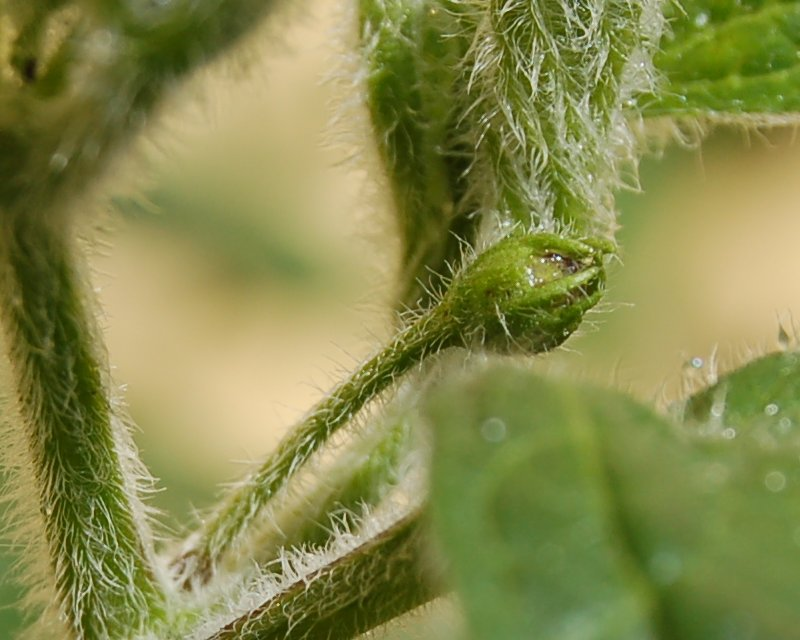
ロコト の表面に生える毛

形状により、刺毛、鉤状毛、星状毛、鱗毛などが区別される。毛の形は種ごとに異なるだけでなく、同じ植物体でも部位によって異なることがある。Hieracium piluliferum（ミヤマコウゾリナ属）の葉や Cajophora laterita（シレンゲ科）の子房の表皮などでは同じ器官の上でも数種の形からなる毛を持つ。前者では糸状、棍棒状、星状毛が存在し、後者では剛毛や鉤毛が混在する。
また、生え方によって絨毛、綿毛、逆毛などが分けられ、性質や機能によって触毛、感覚毛、散布毛、浮嚢毛などに分けられる。

### 単細胞毛
単細胞性の毛は単細胞毛（たんさいぼうもう、unicellular hair）と呼ばれる。根毛も単細胞毛の一種である。もっとも単純な毛状突起は表皮細胞の一部が変形してできた突起に過ぎないが、長く伸びたものでは表皮との間に細胞膜ができ、単細胞毛となる。
サクラソウ Primula sieboldii やサンシキスミレ Viola tricolor の花弁の表面やハス Nelumbo nucifera、サトイモ Colocasia esculenta、カラスウリ Trichosanthes cucumeroides の葉にある円錐状の突起となった表皮細胞は絨毛（じゅうもう、papillae）または突起毛（とっきもう）と呼ばれる単細胞毛である。絨毛のある葉に雨滴が落ちると、水滴は球状になって転がり、葉が濡れない（ロータス効果）。また、絨毛が生えたサンシキスミレの花弁を水中に入れると絨毛の間に空気の層ができ、光を全反射して銀白色を呈する。
ワタ Gossypium の種子の種皮表面に生えている毛は綿毛（わたげ、seed hair, wooly hair）と呼ばれる単細胞毛である。ワタの綿毛は6 cmにも及び、原形質の内容を欠いて空気に満たされているため白く見える。綿毛の基部にある形の変わった表皮細胞は副細胞（subsidary cells）と呼ばれる。ほかにハハコグサ Gnaphalium multiceps、セイヨウウスユキソウ Leontopodium alpinum にもみられる。バンクシア属 Banksia の綿毛は螺旋状に巻く。また、同様の構造で中に空気を含み、種子や果実の散布に用いられるものは散布毛（さんぷもう、distributing hair）と呼ばれる。
ラン科のマキシラリア Maxillaria やオンシジウム Oncidium に見られる花弁に生える毛は食毛（しょくもう、feeding hair）と呼ばれ、蛋白質や脂肪を貯蔵している。細胞膜は基部以外大部分が薄く、昆虫の食用にされ、蜜腺のように虫を集めるのに働く。
細胞膜に珪酸や炭酸石灰を蓄え、硬いものを剛毛（ごうもう、bristle）と呼ぶ。ムクノキ Aphananthe aspera の葉に見られる剛毛は物を研ぐのに用いられていた。ナス Solanum melongena の棘毛も剛毛の一種である。
刺毛（しもう、stinging hair）は先が鋭い構造を持ち、カナムグラ Humulus scandens やイラクサ Urtica thunbergiana などがもつ剛毛の一種である。細胞壁が特に肥厚して堅牢になっており、棘毛とも呼ばれる。イラクサの刺毛は先端の細くなった大きな細胞で、基部は他の表皮細胞群が鞘状になったものに埋在している。刺毛の細胞壁は炭酸カルシウムを貯蓄して硬くなり（石灰化）、先端部は丸みを帯びて珪酸が溜まっている。先端部直下には括れた部分があり、刺毛に触れるとこの括れ目で折れ、刺さって内容物が飛び出し痛みを与える。内容物にはギ酸ナトリウム、アセチルコリン、ヒスタミンが含まれる。アカネ属 Rubia やカナムグラ属 Humulus のもつ鉤も刺毛の一種である。
耐塩性の高い塩生植物では、塩集積細胞からなる毛状突起である塩嚢毛（塩毛、ブラッダーヘアー、bladder hair）または塩嚢細胞を持ち、体内で過剰になった塩を集積して塩濃度調整を行っている。アイスプラント Mesembryanthemum crystallinum では、1個の表皮細胞が膨れて大きくなり、水を蓄える毛状突起となる。これを嚢状毛（のうじょうもう、bladder hair）またはブラッダー細胞 (EBC, epidermal bladder cells) と呼ぶ。表皮に見られる嚢状毛の存在はハマミズナ科の共有派生形質であると考えられている。

### 多細胞毛
複数の細胞からなる毛を多細胞毛（たさいぼうもう、multicellular hair）と呼ぶ。多細胞毛には、ムラサキツユクサ Tradescantia ohiensis の雄蕊の毛のように単に細胞が1列に並んだものや、分岐したものがある。もとは1個の表皮細胞から出発するが、細胞分裂を繰り返し多くの細胞から構成されるようになる。
星状毛（せいじょうもう、stellate hair）は多細胞性で、何本かの細胞が広がって同一平面に並び、星状となったものを指す。ナス Solanum melongena やウツギ Deutzia crenataなどの葉に分布する。星状毛では広がる細胞数は種ごとに異なる。ミズキのもつの2本のみで構成され磁針毛（じしんもう、T-shaped hair）と呼ばれる。グミやオリーブ Olea europaeaが持つ、柄を持ち多数が傘のように並ぶ星状毛は楯状毛（たてじょうもう、peltate hair）または鱗毛（りんもう、scaly hair）、勲章毛（くんしょうもう）などと呼ぶ。鱗毛は魚鱗状で平らな構造を持ち、一般に短い柄がある。スナジグミ Hippophae rhamnoides の鱗毛は発生過程の詳細な観察が行われている。表皮細胞の一部が始原細胞となり、それが次第に隆起して、順次垂層分裂を行って傘状部を展開し、その下部の細胞から柄部が作られる。対してグミ属 Elaegnus の果皮に生じるものでは、表皮細胞中の放射状に配列した細胞のうち中央にある数細胞が共同で始原細胞となり、次第に隆起して50 µm（マイクロメートル）程度になる。隆起部の頂端細胞が後に鱗毛の柄となる。そして隆起部の先端に2-3個の細胞分裂が起こり、表皮細胞層の面に平行に、中心部から放射状に分離し、細長い舌状弁の形となり鱗毛が完成する。グミ属の葉裏の鱗毛は種を識別する分類形質となる。

### 鉤状毛

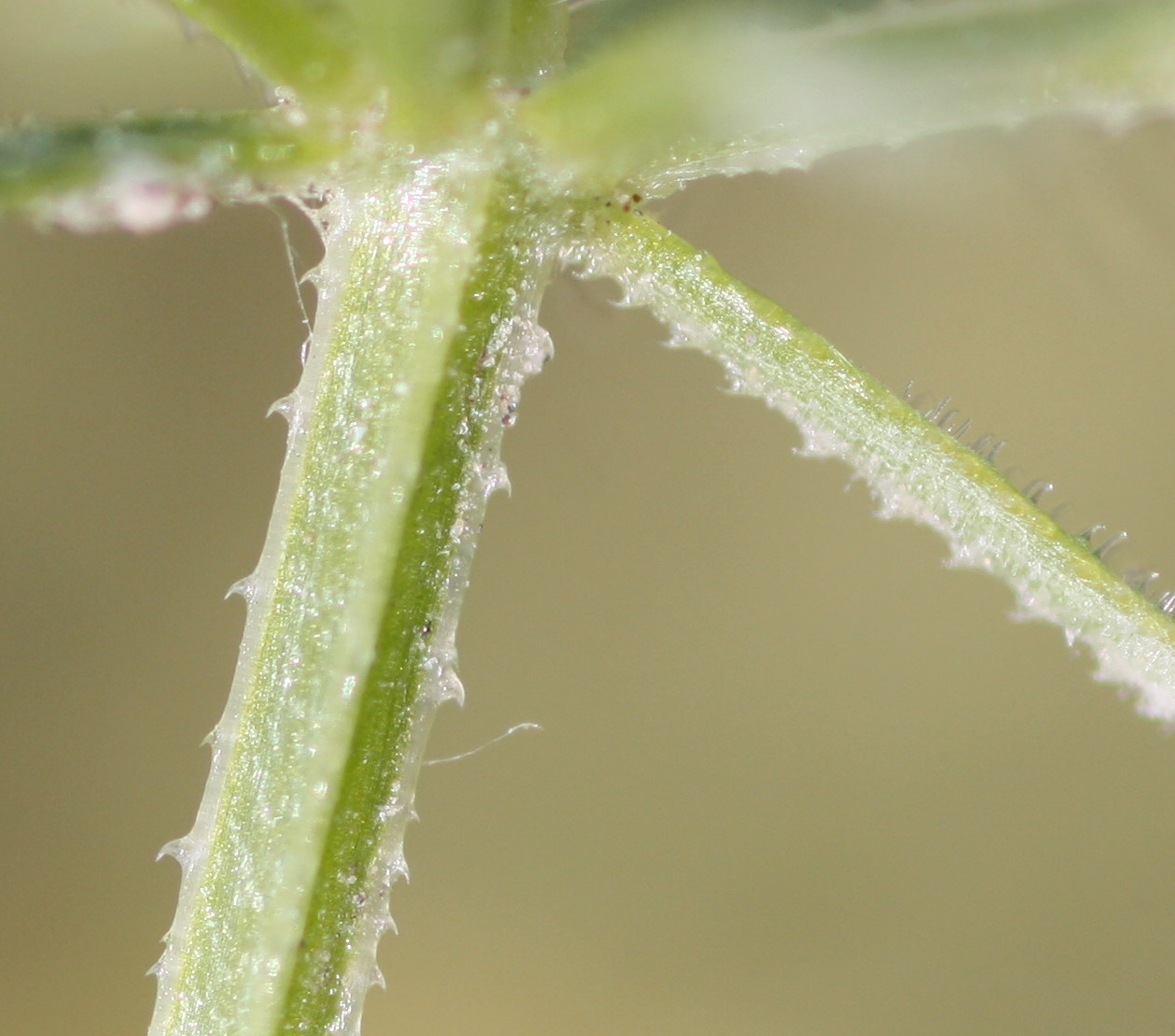
逆向きの鉤状毛に覆われたヤエムグラ Galium spurium の茎。

基質に引っかかり、植物体を支える毛を攀縁鉤（はんえんかぎ、climbing hook）または鉤状毛（こうじょうもう）、鉤毛（hooked hair）などと呼ぶ。単細胞のものと多細胞のものがある。単細胞の攀縁鉤はカラハナソウ Humulus lupulus var. cordifolius やホップ Humulus lupulus、ヤエムグラ Galium spurium が持ち、インゲンマメ Phaseolus vulgaris やオオルリソウ Cynoglossum furcatum var. villosulum（オオルリソウ属）、Loasa 属（シレンゲ科）などは多細胞性の攀縁鉤を持つ。ヤエムグラやアカネ Rubia argyiなどこの鉤を持つ植物は茎や葉柄に彎曲した鉤が密生し、引っ掛かり合いながら登っていく。

### 吸水毛
吸水毛（きゅうすいもう、absorbtive hair）は空気中から水分を吸収する装置となった毛である。キダチルリソウ Heliotropium arborescens の吸水毛は単細胞毛であるが、ヤグルマソウ Rodgersia podophylla の吸水毛は多細胞毛である。トラフアナナス Vriesea splendens（アナナス科）の多細胞性の吸水毛は楯状で、表皮の中に深く入り込んでいる。

### 感覚毛
感覚毛（かんかくもう、sensitive hair）または感触毛は物体が触れると動く毛で、感覚器官の一種である。ヤグルマギク Centaurea cyanus のもつ感覚毛は単細胞突起であるが、ムジナモ Aldrovanda vesiculosa などのもつ感覚毛は多細胞で複雑な構造をしている。ムジナモの感覚毛は基部に短い細胞があり、その上に長く厚い2-3細胞が、さらにその上に関節の構造をなす短い細胞が付属し、そしてその上には膜のやや厚く長い細胞が分布するという構造からなる。物体が毛の先端に触れると、関節の2細胞が伸縮し、曲がったり伸びたりする。
感覚毛のうち、単なる表皮細胞の突起に過ぎないものを感触突起（かんしょくとっき、tactile papilla）と呼ぶ。マツバボタン Portulaca grandiflora やヒラウチワ Opuntia vulgaris（オプンティア属）などの花糸には表皮細胞の中腹部に乳頭状の感触突起があり、昆虫が触れると雄蕊全体が動く。ヤグルマギクや Cirsium carlinoides（アザミ属）では隣接細胞が共同して1つの感触突起を作る。
ウリ科植物の巻きひげの先端の下側表皮細胞の外膜には漏斗状の孔が開孔し、感触孔紋または触孔（tactile pit）と呼ばれる。孔の表皮に接する部分が薄膜となり、原形質に満たされ刺激に対し鋭敏に反応する。これは上記の感触突起よりもさらに簡単な構造であり、原形質突起とも呼ばれる。ズッキーニやペポカボチャ Cucurbita pepo では、孔紋の内部にミネラルの結晶を有し、外界の刺激によって原形質に強い変形を与え、刺激をさらに鋭敏に伝達できるようになっている。

## 大葉シダ植物の毛状突起
大葉シダ植物の毛状突起は細胞列の数により、毛と鱗片に区別される。

### シダ類の毛
大葉シダ植物の毛は、シダの持つ毛状突起のうち細胞列が1列のものを指す。葉や茎、胞子嚢などに見られ、単細胞のものと多細胞性のものがある。
ヒメシダ科やウラボシ科（例えばヒトツバ Pyrrosia linguaやビロードシダ Pyrrosia linearifolia）には単細胞性の星状毛が見られる。ヤマヒメワラビ Cystopteris sudetica のもつ毛状突起も星状毛と呼ばれるが、多細胞性で鱗片の一型とされる。
多細胞毛は細い細胞が縦に連なって形成される。例えば、コバノイシカグマ Dennstaedtia scabra の毛は多細胞毛からなる。多細胞毛のうち、外界に面する細胞の側壁が半透明で薄いのに対して、細胞間の隔壁となる細胞壁が厚く、毛が拉げると隔壁部分だけが節のように目立つ構造を持つものがあり有節毛 (articulate hair)、あるいはカツモウイノデ型の毛と呼ばれる。有節毛はナナバケシダ科、オシダ科の一部、イワデンダ科の一部にみられる。イワデンダ科では属の定義の指標形質となっている。
イワヒメワラビ Hypolepis punctata は腺毛 (glandular hair) を持つ。

### 鱗片
鱗片（りんぺん、ramentum, scale）は大葉シダ植物の根茎、羽葉の葉柄や羽軸上に生じる表皮系起源の突起である。毛状突起のうち細胞が2列以上あるものを指し、平面的な広がりを持つ。鱗毛（りんもう、scaly hair）とも呼ばれる。
鱗片は単細胞層の薄質な付属物で、色や大きさ、形、辺縁の突起の状態などが種および属の分類上重要な標徴となる。辺縁や表面に毛の出るものもある。例えば、シシラン Vittaria flexuosa の葉柄にできる鱗片は線形をしているのに対し、イノデモドキ Polystichum tagawanum の葉柄では辺縁が細裂した鱗片を持つ。
多くの鱗片は褐色がかっているが、キヨスミヒメワラビ（シラガシダ）Dryopteris maximowicziana やハクモウイノデ Deparia orientalis、ウスヒメワラビ Acystopteris japonica の鱗片は若い時期には半透明で、軸にやや密につく。逆にカタイノデ Polystichum makinoiなどのイノデ属 Polystichum の鱗片では葉柄基部のものの一部が黒くなるものがあり、種の標徴となる。鱗片全体が中心部で濃色となり、2色に分かれるものもある。鱗片の色が1色である形質を単色性 (concolorous)というのに対し、2色からなるものを二色性 (bicolored)という。
通常は基部で付着するものが多いが、ウラボシ科やシノブ科では楯状につくものもある。ナガオノキシノブ Lepisorus angustus の根茎やノキシノブ Lepisorus thunbergianus の胞子嚢群の鱗片は盾状鱗片 （楯状鱗片、peltate scale）である。
表面の細胞壁があまり厚くなく、隔壁のみが厚くなって色素を沈着すると、鱗片が見かけ上格子状の構造となり、そのような鱗片を格子状鱗片 (clathrate scale)と呼ぶ。格子状鱗片はチャセンシダ科やウラボシ科に見られる。
ベニシダ Dryopteris erythrosora の羽軸は袋状鱗片 (bullate scale)を持つ。

## 腺
植物の体表にあり、粘液や蜜を分泌する構造物を腺（せん、gland）と呼ぶ。特に表皮だけに由来し、粘液や蜜を分泌する毛状の構造（毛状突起）を腺毛（せんもう、glandular hair, glandular trichome）とよぶ。分泌細胞からなる単細胞性のものと多細胞性の分泌組織がある。分泌物は多様で、揮発油、粘液、塩分、糖分などのことがある。単に水分を分泌する排水組織であることもある。活発に分泌する腺毛の細胞は原形質と分泌物に富んでおり、分泌物質は腺毛の細胞壁とクチクラ層の孔からや破壊によって分泌される。上述の食毛も腺毛の一種である。
揮発油を分泌する腺毛はテンジクアオイ属 Pelargonium の葉や茎や、シソ科の葉などにみられる。こうした腺毛は精油腺（せいゆせん）と呼ばれる。また、ハッカ属 Mentha やシソ属 Perilla（シソ科）などで見られる腺毛のうち、芳香性を持つテルペン類などの二次代謝産物を蓄積するのに特化し、普通の腺毛より大きく、精油量が多いものを腺鱗（せんりん、glandular trichome）という。
カンヒザクラ Cerasus campanulata やハクセン Dictamnus albus の葉柄には痛みを感じさせる毒液を分泌する腺毛がみられる。ビールに風味付けを行うホップ Humulus lupulus の苞にある腺毛はルプリン (lupulin) を分泌する。
粘性の高い物質を分泌する腺毛は粘毛（ねんもう、mucilage hair）または粘液毛（ねんえきもう）と呼ばれ、モチツツジ Rhododendron macrosepalum の萼片やカボチャ Cucurbita、ムラサキツユクサ Tradescantiaなど、被子植物の花枝に見られる。Psoralea hirta（オランダビユ属）の葉の腺毛（間膜腺）は表皮細胞の変形した棒状の毛で、粘液を分泌して角皮と細胞膜の間に蓄えられ、角皮を持ち上げるようになる。コケ植物の葉状体の先端に生じる毛で粘液を出すものも粘毛と呼ばれる。
毛自体が粘液化し、寒天質となったものは寒天毛と呼ばれる。ジュンサイ Brasenia schreberi の若い葉や茎では寒天毛が集まり、寒天套を作る。
食虫植物の捕虫葉に見られる蛋白質分解酵素を含む液を分泌する腺毛は消化毛（しょうかもう）または消化腺毛（しょうかせんもう）と呼ばれる。ムシトリスミレ Pinguicula vulgaris やコウシンソウ Pinguicula ramosa が持つ。モウセンゴケの消化毛は内部に維管束がみられる（#毛状体も参照）。
マメ科植物にある排水組織で、毛状や頭状、鱗状をしているものは排水毛（はいすいもう）と呼ばれる腺毛の一種である。
蜜腺（みつせん、nectary、または蜜腺体）は被子植物のもつ、糖の粘度が高く粘調な「蜜」と呼ばれる液体を分泌する分泌腺である。生殖器官である花に形成されることもあるとともに、栄養器官であるソラマメ Vicia faba の托葉やサクラ Cerasus の葉柄、トウゴマ Ricinus communis の子葉などにも見られ、後者は特に花外蜜腺（かがいみつせん、extrafloral nectary）と呼ばれる。ソラマメの托葉にある蜜腺は蜜毛とも呼ばれ、砂糖やゴム質を分泌する。

## 毛状体
毛状体（もうじょうたい、emergence、または突起体）は表皮以外の組織も関与する植物体表面の突起構造である。モウセンゴケ Drosera rotundifolia の腺毛やバラ Rosa やキイチゴ Rubus、サルトリイバラ Smilax china やサンショウ Zanthoxylum piperitum の棘、サンシキスミレ Viola tricolor の托葉の腺などが毛状体に当たる。モウセンゴケの腺毛と呼ばれる毛状体は中心に葉の維管束と連続した少数の道管細胞および仮道管からなる木部が縦走して腺の機能を持ち、刺激を感知する作用もある。